# Фармінгдейл (Нью-Джерсі)
Фармінгдейл (англ. Farmingdale) — місто (англ. borough) в США, в окрузі Монмаут штату Нью-Джерсі. Населення — 1504 особи (2020).

## Географія
Фармінгдейл розташований за координатами 40°12′5″ пн. ш. 74°10′4″ зх. д. / 40.20139° пн. ш. 74.16778° зх. д. (40.201391, -74.167839).  За даними Бюро перепису населення США в 2010 році місто мало площу 1,35 км², з яких 1,35 км² — суходіл та 0,00 км² — водойми.

## Демографія
Згідно з переписом 2010 року, у селищі мешкало 1329 осіб у 547 домогосподарствах у складі 342 родин. Було 578 помешкань
Расовий склад населення:
| - 89,6 % — білих - 3,2 % — азіатів - 2,9 % — чорних або афроамериканців - 0,5 % — корінних американців - 1,7 % — осіб інших рас |

До двох чи більше рас належало 2,2 %. Частка іспаномовних становила 6,9 % від усіх жителів.
За віковим діапазоном населення розподілялося таким чином: 21,5 % — особи молодші 18 років, 68,1 % — особи у віці 18—64 років, 10,4 % — особи у віці 65 років та старші. Медіана віку мешканця становила 39,8 року. На 100 осіб жіночої статі у селищі припадало 103,8 чоловіків;  на 100 жінок у віці від 18 років та старших — 97,9 чоловіків також старших 18 років.
Середній дохід на одне домашнє господарство  становив 74 207 доларів США (медіана — 61 101), а середній дохід на одну сім'ю — 83 476 доларів (медіана — 76 000). Медіана доходів становила 54 185 доларів для чоловіків та 45 234 долари для жінок. За межею бідності перебувало 14,7 % осіб, у тому числі 29,4 % дітей у віці до 18 років та 10,7 % осіб у віці 65 років та старших.
Цивільне працевлаштоване населення становило 732 особи. Основні галузі зайнятості: освіта, охорона здоров'я та соціальна допомога — 29,8 %, роздрібна торгівля — 14,6 %, мистецтво, розваги та відпочинок — 12,4 %.